# اگراهرا، کاناکاپورا
اگراهرا، کاناکاپورا (به انگلیسی: Agrahara, Kanakapura) یک روستا در هند است که در کارناتاکا واقع شده‌است.